# Línea 57 (Media Distancia)
La línea 57 (Madrid - Alcázar de San Juan - Albacete) es una línea ferroviaria realizada por servicios MD que recorre el centro  de España. Discurre por vías convencionales electrificadas a 3 000 V CC de ancho ibérico, pertenecientes a Adif. Es operada por la sección de Media Distancia de Renfe Operadora mediante trenes Serie 449. Anteriormente era conocida como línea R7.